# Municipio de Silver Lake (condado de Dickinson)
El municipio de Silver Lake (en inglés: Silver Lake Township) es un municipio ubicado en el condado de Dickinson en el estado estadounidense de Iowa. En el año 2010 tenía una población de 1195 habitantes y una densidad poblacional de 16,05 personas por km².

## Geografía
El municipio de Silver Lake se encuentra ubicado en las coordenadas 43°28′26″N 95°19′26″O / 43.47389, -95.32389. Según la Oficina del Censo de los Estados Unidos, el municipio tiene una superficie total de 74.48 km², de la cual 70,15 km² corresponden a tierra firme y (5,81 %) 4,33 km² es agua.

## Demografía
Según el censo de 2010, había 1195 personas residiendo en el municipio de Silver Lake. La densidad de población era de 16,05 hab./km². De los 1195 habitantes, el municipio de Silver Lake estaba compuesto por el 98,24 % blancos, el 0,08 % eran afroamericanos, el 0,42 % eran de otras razas y el 1,26 % eran de una mezcla de razas. Del total de la población el 0,92 % eran hispanos o latinos de cualquier raza.